# Per-Erik Hedlund
Per Erik Hedlund (né le 18 avril 1897 et décédé le 12 février 1975) est un ancien fondeur suédois.

## Jeux olympiques
- Jeux olympiques d'hiver de 1928 à Saint-Moritz 
  -  Médaille d'or sur 50 km.

## Championnats du monde
- Championnats du monde de ski nordique 1933 à Innsbruck 
  -  Médaille d'or en relais 4 × 10 km.